# 杉岡碩夫
杉岡 碩夫（すぎおか せきお、1923年7月25日 - 2011年4月6日）は、日本の経済学者。専門は中小企業論。日本でいち早く地域主義を唱えた。
三重県生まれ。東京大学経済学部卒業。読売新聞社勤務、千葉大学法経学部教授、獨協大学経済学部教授、兵庫大学経済情報学部教授（1995年 -　1999年）などを経て、フリーの経済評論家。
2011年4月没。

## 著書

### 単著
- 『寡占価格　ビッグ・ビジネス商品の秘密』（日本評論社, 1966年）
- 『第三次産業』（日本評論社, 1970年）
- 『地域主義のすすめ』（東洋経済新報社, 1976年）
- 『流通戦国時代　立ち上がる地域主義』（ダイヤモンド社, 1977年）
- 『地域主義の源流を求めて　奄美大島からの発想』（東洋経済新報社, 1980年）
- 『街づくりの時代　明日の商業政策を考える』（東洋経済新報社, 1983年）
- 『新石垣空港　オルターナティブの選択』（技術と人間, 1989年）
- 『大店法と都市商業・市民』（日本評論社, 1991年）
- 『日本資本主義の大転換』（東洋経済新報社, 1997年）
- 『新台湾の奇跡』（緑風出版, 2001年）
- 『現代仏教の課題』（ウインかもがわ, 2006年）

### 共著
- （横井雄一、内田星美と共著）『紡績　日本の綿業』（岩波書店, 1956年）
- （中村秀一郎、竹中一雄、正村公宏、岡部貞雄と共著）『日本産業と寡占体制』（新評論, 1966年）
- （北里宇一、中村秀一郎、秋谷重男と共著）『流通問題を考える　八百屋からデパートまで』（日本生産性本部, 1966年）
- （正村公宏と共著）『大型合併を告発する　八幡＝富士、王子三社の狙うもの』（徳間書店, 1968年）
- （石川晃弘、青野寿彦、山崎充、小森省吾、大林弘文と共著）『中小企業と地域主義』（日本評論社, 1973年）
- （尾崎成男、溝尾良隆と共著）『旅行業』（東洋経済新報社, 1980年）
- （国民金融公庫調査部編）『流通変革下の中小小売業』（中小企業リサーチセンター, 1981年）
- （尾崎成男、溝尾良隆と共著）『旅行業　第2版』（東洋経済新報社, 1986年）
- （国民金融公庫総合研究所編）『岐路に立つ中小小売業』（中小企業リサーチセンター, 1991年）
- （産業学会編）『戦後日本産業史』（東洋経済新報社, 1995年）
- （国民金融公庫総合研究所編）『転機を迎えた地域経済』（中小企業リサーチセンター, 1995年）
- （国民金融公庫総合研究所編）『中小企業の後継者問題　世代交代は経営革新のチャンス』（中小企業リサーチセンター, 1997年）